# Unguri-Holosnita
Unguri-Holosnita es un humedal de importancia internacional en el noreste de la República de Moldavia, en su límite con Ucrania, protegido por el Convenio de Ramsar como Sitio Ramsar n.º 1.500. Fue establecido el 14 de septiembre del año 2005. Se extiende por 15.553 hectáreas.
La altitud de este sitio Ramsar está entre 51 y 245 m s. n. m., pero la media es de 150 m. El paisaje es por un lado altas laderas rocosas y por otro estrechas franjas de tierra inundadas por la orilla izquierda del río Dniéster. Incluye tramos estrechos y poco profundos del río, con pequeñas islas, pequeños ríos y cortos arroyos que alimentan la corriente y forman inclinados cañones. Los bosques de ribera están formados por grupos de álamo con una mezcla de sauces, fresnos y olmos. Las aves acuáticas y zancudas más frecuentes en época de migración son patos como el ánade real, la cercetona carretona y el ánade friso, que también predomina entre las aves que pasan aquí el invierno.  